# Хермер, Манфред
Манфред Хермер (англ. Manfred Hermer; род. 1915, Волксруст, ЮАС) — известный южноафриканский архитектор.

## Биография
Манфред Хермер был одним из ведущих южноафриканских архитекторов. Его главным достижением является проект Общественного театра в Йоханнесбурге (англ. Johannesburg’s Civic Theater), Южная Африка.

## Избранные проекты и постройки
- Жилищный комплекс «Ponte City Apartments»
- Общественный театр Йоханнесбурга (The Johannesburg Civic Theatre)
- Театр Александер в Хиллброу (The Alexander Theatre in Hillbrow)

## Публикации
- Manfred Hermer. The Passing of Pageview. Ravan Press (1978) ISBN 978-0869750827